# Рустави
Рустави (груз. რუსთავი) је град у Грузији и главни град регије Доњи Картли. Налази се 25 километара југоисточно од Тбилисија на обе обале реке Кура. Према процени из 2009. у граду је живело 117.400 становника. Простире се на површини од 60 km².
Град се дели на стари и нови део. У старом делу су све институције управе, а зграде су мање по величини. Нови део града је готово у потпуности сачињен од великих стамбених блокова у стилу совјетске архитектуре.

## Становништво
Према процени, у граду је 2009. живело 117.400 становника.
| 1989.   | 2002.   |
| ------- | ------- |
| 158.661 | 114.331 |

## Партнерски градови
- Лођ
- Генџе
- Akmenė
- Cauayan
- Черкаси
- Гдиња
- Иџеван
- Инегол
- Ивано-Франкивск
- Кируна
- Краснојарск
- Паневежис
- Плоцк
- Santiago
- Сумгајит